# Ronde mayennaise
La Ronde mayennaise és una cursa ciclista francesa d'un dia que es disputa anualment al voltant de Laval, al departament de la Mayenne. Creada el 1969, forma part del calendari nacional francès.

## Palmarès
| Any       | Vencedor             | Segon              | Tercer                |
| --------- | -------------------- | ------------------ | --------------------- |
| 1969      | Pierre Trochut       | Alain Monier       | Jean-Claude Largeau   |
| 1970      | Claude Bossard       | Alain Nogues       | Jean-Claude Largeau   |
| 1971      | Georges Talbourdet   | Marcel Boishardy   | Bernard Viel          |
| 1972      | Georges Talbourdet   | Alain Meslet       | Patrick Béon          |
| 1973      | Georges Talbourdet   | Patrick Béon       | Jacky Barteau         |
| 1974-1992 | no disputada         |                    |                       |
| 1993      | Lylian Lebreton      | Philippe Jamin     | Christian Blanchard   |
| 1994      | Freddy Arnaud        | Michel Lallouët    | Sébastien Fouré       |
| 1995      | Christophe Agnulotto | Guillaume Auger    | Benoît Farama         |
| 1996      | Thierry Masschelein  | Stéphane Bellicaud | Hervé Henriet         |
| 1997      | Guillaume Judas      | Janek Tombak       | Patrick Carlot        |
| 1998      | Pascal Pofilet       | Noan Lelarge       | Ludovic Turpin        |
| 1999      | Fabrice Salanson     | Noan Lelarge       | Sébastien Joly        |
| 2000      | Stéphane Cougé       | Frédéric Delalande | Maryan Hary           |
| 2001      | Jérôme Guisneuf      | Samuel Dumoulin    | Laurent Frizet        |
| 2002      | Mickaël Buffaz       | Lilian Jégou       | Grégory Faghel        |
| 2003      | Matthieu Sprick      | Dominique Rault    | Gilles Canouet        |
| 2004      | Charles Guilbert     | Alexnadre Grux     | Amaël Moinard         |
| 2005      | Fabrice Jeandesboz   | Mickaël Leveau     | Mathieu Rompion       |
| 2006      | Sergey Kolesnikov    | Cédric Jeanroch    | Christophe Diguet     |
| 2007      | Franck Charrier      | Gaël Malacarne     | Boris Carène          |
| 2008      | Samuel Plouhinec     | Romain Mathéou     | Julien Fouchard       |
| 2009      | Yevgeniy Sladkov     | Sébastien Foucher  | Laurent Colombatto    |
| 2010      | Justin Jules         | Kévin Reza         | Nicolas Edet          |
| 2011      | Maxime Le Montagner  | Mickael Olejnik    | Steven Martin         |
| 2012      | Yann Guyot           | Flavien Maurelet   | Romain Guillemois     |
| 2013      | Alexis Isérable      | Mickaël Larpe      | Clément Mary          |
| 2014      | Étienne Tortelier    | Guillaume Faucon   | Paul-Mikaël Menthéour |
| 2015      | Clément Mary         | Rodolphe Marié     | Axel Guilcher         |
| 2016      | Samuel Plouhinec     | Justin Mottier     | Nicolas David         |
| 2017      | Maxime Cam           | Taruia Krainer     | Justin Mottier        |